# Logo (мова програмування)
Ло́го (англ. Logo) — мова програмування високого рівня, яку розробили 1967 року Воллі Фойрцайґ, Сеймур Пейперт і Синтія Соломон в освітніх цілях для навчання дітей дошкільного й молодшого шкільного віку основним концепціям програмування (рекурсії, розширюваності та ін.).
Logo також забезпечує середовище, у якому діти можуть розвивати свої навички міркувань і розв'язань завдань.
Наприклад, Лого забезпечує креслення геометричних фігур та різних малюнків черепашкою за допомогою команд: вперед, назад, направо, наліво, місце, повторити, опустити перо, підняти перо, умова, якщо, то, звук, змінна, картинка, фон, круг… Вона використовується для початкового вивчення програмування.
```
фон = stage1.jpg
заховати черепаху
змінна х
змінна р
перо 4

старт:

додому
х = 0
р = випадковий * 10 + 65

повторити 255 {
    х = х + 1
    колір RGB(х, х, х)
    вперед х
    направо р
}
```

```
перейти до старт
```

За допомогою цих команд черепашка нескінченно малює спіраль.

## Середовища програмування мовою Лого
- KTurtle

1. ↑  https://www.ncwit.org/profile/cynthia-solomon